# Salamandrella keyserlingii
La salamandra siberiana (Salamandrella keyserlingii) es una especie de salamandra de la familia Hynobiidae. Se distribuye por el noreste de Asia, principalmente en Siberia, en bosque húmedos y arboladas ribereñas, con poblaciones periféricas también en Mongolia y norte de Kazajistán, China nororiental, y en la Península coreana. Se cree que se ha extinguido de Corea del Sur. Una población aislada existe en Hokkaidō, Japón, en el parque nacional Kushiro Shitsugen. Unas zona de cría en Paegam, Hamgyŏng del Sur, ha sido designada monumento natural de Corea del Norte #360.
Se sabe que la especie puede sobrevivir a temperaturas extremas (-45 °C). Se han descubierto algunos casos, en los que se han quedado congeladas en permafrost durante años, y al derretirse este, salen de su letargo.

## Publicación original
- Dybowski, 1870. Beitrag zur Kenntnis der Wassermolche Sibiriens. Verhandlungen des Zoologisch-Botanischen Vereins in Wien, v. 20, p. 237-242.